# Sunda-Schwarzkappenflughund

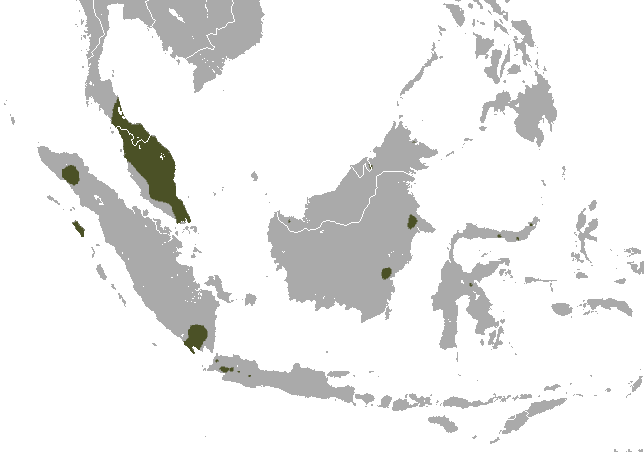
Verbreitungsgebiet des Sunda-Schwarzkappenflughund

Der Sunda-Schwarzkappenflughund (Chironax melanocephalus) ist ein Fledertier in der Gattungsgruppe der Kurznasenflughunde und der einzige Vertreter der Gattung Chironax. Coenraad Jacob Temminck ordnete die Art bei seiner Erstbeschreibung 1825 in die Gattung Pteropus ein, bevor sie 1912 von Knud Christian Andersen in die Gattung Chironax überführt wurde.

## Merkmale
Erwachsene Exemplare sind 65 bis 70 mm lang und schwanzlos. Sie besitzen 40 bis 50 mm lange Unterarme und ein Gewicht von 12 bis 17 g. Wie der deutsche Name andeutet, hat die Art einen schwarzen Kopf sowie graubraunes bis rotbraunes Fell auf der Oberseite und hellbraunes Fell auf der Unterseite. Verglichen mit dem sehr ähnlichen Gefleckten Kurznasenflughund ist die Art kleiner und die Flecken auf den Flughäuten fehlen. Die Vertreter der Gattung Cynopterus haben einen kurzen Schwanz.

## Verbreitung
Der Sunda-Schwarzkappenflughund hat mehrere disjunkte Populationen in Südostasien von der südlichen Malaiischen Halbinsel über Borneo, Sumatra, Nias und Java bis nach Sulawesi. Ein Einzelfund stammt von Bali. Dieser Flughund lebt im Flachland und in Gebirgen, wo er sich in Wäldern mit Flügelfruchtgewächsen und in anderen feuchten Wäldern aufhält.

## Lebensweise
Die Individuen ruhen im Schutz von Farnen, die als Epiphyten auf Bäumen wachsen und gelegentlich in Höhlen. Dort bilden sie kleine Gruppen mit bis zu acht Mitgliedern. Der Sunda-Schwarzkappenflughund bevorzugt Feigen und frisst vermutlich andere Früchte. Trächtige Weibchen mit einem Embryo sind aus den Monaten Januar bis April bekannt.

## Gefährdung
Waldrodungen im Zusammenhang mit Forstwirtschaft, die Umwandlung der Wälder in Ackerland und Brände bedrohen den Bestand. Die Gesamtpopulation nimmt ab doch in geeigneten Landschaften tritt die Art noch häufig auf. Die IUCN listet sie als nicht gefährdet (least concern).